# Fourquevaux
Fourquevaux – miejscowość i gmina we Francji, w regionie Oksytania, w departamencie Górna Garonna.
Według danych na rok 1990 gminę zamieszkiwało 639 osób, a gęstość zaludnienia wynosiła 64 osób/km² (wśród 3020 gmin regionu Midi-Pireneje Fourquevaux plasuje się na 498. miejscu pod względem liczby ludności, natomiast pod względem powierzchni na miejscu 1088.).